# Telchin licus
Telchin licus is een vlinder uit de familie Castniidae. De wetenschappelijke naam van de soort is, als Papilio licus, voor het eerst geldig gepubliceerd in 1773 door Dru Drury. De soort werd door Lamas in 1995 in het geslacht Telchin geplaatst. Synoniemen en ondersoorten in dit artikel zijn volgens Lamas (1995).
De soort komt voor in het Neotropisch gebied. De larven leven op suikerriet (Sacharum officinarum), bananen (Musa), Heliconia's (H. bihai, H. humilis, H. psittacorum), Renealmia bracteosa, Ichnosiphon arouma en Costus.

## Andere combinaties
- Papilio licus Drury, 1773
- Castnia licus (Drury, 1773)

## Ondersoorten
- Telchin licus licus (Brazilië)
  - = Castnia licoides Boisduval, 1874
- Telchin licus albomaculata (Houlbert, 1917) (Colombia, Peru)
  - = Castnia albomaculata Houlbert, 1917
- Telchin licus chocoensis (Hopp, 1925) (Colombia)
  - = Castnia chocoensis Hopp, 1925
- Telchin licus insularis (Houlbert, 1918) (Trinidad)
  - = Castnia insularis Houlbert, 1918
  - = Castnia licoides var. licoidella Lathy, 1922
- Telchin licus laura (Druce, 1896) (Brazilië, Paraguay)
  - = Castnia laura Druce, 1896[1]
- Telchin licus licoidella (Strand, 1913) (Peru)
  - = Castnia licoides var. licoidella Strand, 1913
- Telchin licus magdalena (Joicey & Talbot, 1925) (Colombia)
  - = Castnia magdalena Joicey & Talbot, 1925
- Telchin licus microsticta (Rothschild, 1919) (Nicaragua)
  - = Castnia microsticta Rothschild, 1919
- Telchin licus pauperata (Strand, 1913) (Suriname, Frans-Guyana, Guyana)
  - = Castnia pauperata Strand, 1913
  - = Castnia macularifasciata Houlbert, 1917[2]
  - = Castnia sebai Houlbert, 1918
- Telchin licus rubromaculata (Houlbert, 1917) (Brazilië, Bolivia)
  - = Castnia rubromaculata Houlbert, 1917
- Telchin licus talboti (Lathy, 1922) (Ecuador)
  - = Castnia talboti Lathy, 1922
- Telchin licus vorax Lamas, 1995 (Peru)
  - = Castnia licoides peruviana Lathy, 1922 non Castnia linus f. peruviana Strand, 1913